# Колибри-мечеклюв
Колибри-мечеклюв (лат. Ensifera ensifera) — птица семейства колибри. Из всех известных видов колибри колибри-мечеклюв имеет самый длинный клюв.

## Описание
Колибри-мечеклюв достигает длины от 17 до 22,8 см, при этом от 9 до 11 см выпадают на клюв. Вес составляет от 12 до 15 г. Чёрный клюв прямой, согнут немного кверху. Оперение самца преимущественно тёмно-зелёное. Область за глазом имеет белую пигментацию. Голова медно-красная, горло черноватое. Грудь и бока блестяще изумрудные. Брюхо тёмно-серое. Чёрный хвост имеет вилочковую форму. Самка похожа на самца, однако оперение её нижней части тела светлее. Горло и брюхо расплывчато серые с зеленоватым отблеском. Молодые птицы похожи на самок.

## Распространение
Ареал простирается в Андах от западной Венесуэлы через Колумбию, Эквадор, Перу до северо-восточной Боливии. Колибри можно встретить во влажных и полувлажных высокогорных лесах, на опушках леса и иногда в парамо на высоте от 1 700 до 3 500 м над уровнем моря. Чаще всего он обитает на высоте от 2 500 до 3 000 м над уровнем моря.

## Питание
К предпочтительным кормовым растениям относятся роды Aethantus, Fuchsia, Salpichroa, а также виды Datura sanguinea, Datura tatula, Passiflora mixta, Passiflora pinnatistipula, Passiflora molissima и Passiflora floribunda. Колибри пьёт нектар из длинных, свисающих цветков. Он ловит также насекомых, широко открыв свой клюв.

## Размножение
О биологии размножения нет надёжной информации. Согласно неподтвержденному наблюдению, самка начинает кладку в апреле. Другое сомнительное описание свидетельствует, что гнёзда из мха расположены на деревьях на высоте до 15 м.